# Chiusano di San Domenico
Chiusano di San Domenico (Chiusànë in dialetto irpino) è un comune italiano di 2 059 abitanti della provincia di Avellino, in Campania.

## Storia
Negli anni della seconda guerra mondiale, tra il 1940 e il 1943, Chiusano di San Domenico fu uno dei comuni della Campania destinati dalle autorità fasciste ad accogliere profughi ebrei in internamento civile. Gli internati furono liberati con l'arrivo dell'esercito alleato nel settembre 1943.

## Società

### Evoluzione demografica
Abitanti censiti

### Lingue e dialetti
Accanto alla lingua italiana, a Chiusano di San Domenico si parla il dialetto irpino.

## Amministrazione

### Altre informazioni amministrative
Il comune fa parte della Comunità montana Terminio Cervialto.